# Stefan Min Kŭk-ka
Stefan Min Kŭk-ka (ko. 민극가 스테파노) (ur. 1787 w Korei – zm. 20 stycznia 1840 w Seulu) – święty Kościoła katolickiego, katechista, męczennik.

## Życiorys
Min Kŭk-ka urodził się w rodzinie niechrześcijańskiej. Wkrótce po jego narodzinach zmarła jego matka. Po upływie kilku lat Min Kŭk-ka, jego ojciec i bracia zostali katolikami. Jego pierwsza żona również była katoliczką, zmarła wkrótce po ślubie. Ożenił się ponownie i miał córkę. Jego druga żona zmarła po sześciu lub siedmiu latach małżeństwa, a wkrótce potem zmarło ich dziecko. Po tych doświadczeniach Stefan Min Kŭk-ka poświęcił się nawracaniu rodaków na katolicyzm pracując jako katechista. W czasie prześladowań został aresztowany i torturami próbowano go zmusić do wyrzeczenia się wiary. Został uduszony w więzieniu 20 stycznia 1840 roku.

## Dzień obchodów
20 września (w grupie 103 męczenników koreańskich).

## Proces beatyfikacyjny i kanonizacyjny
Beatyfikowany 5 lipca 1925 roku przez Piusa XI, kanonizowany 6 maja 1984 roku przez Jana Pawła II w grupie 103 męczenników koreańskich.